# Kamjanka (Starobilsk, Nowopskow)
Kamjanka (ukrainisch Кам'янка; russisch Каменка Kamenka) ist ein Dorf im Norden der ukrainischen Oblast Luhansk mit 1230 Einwohnern (2016).

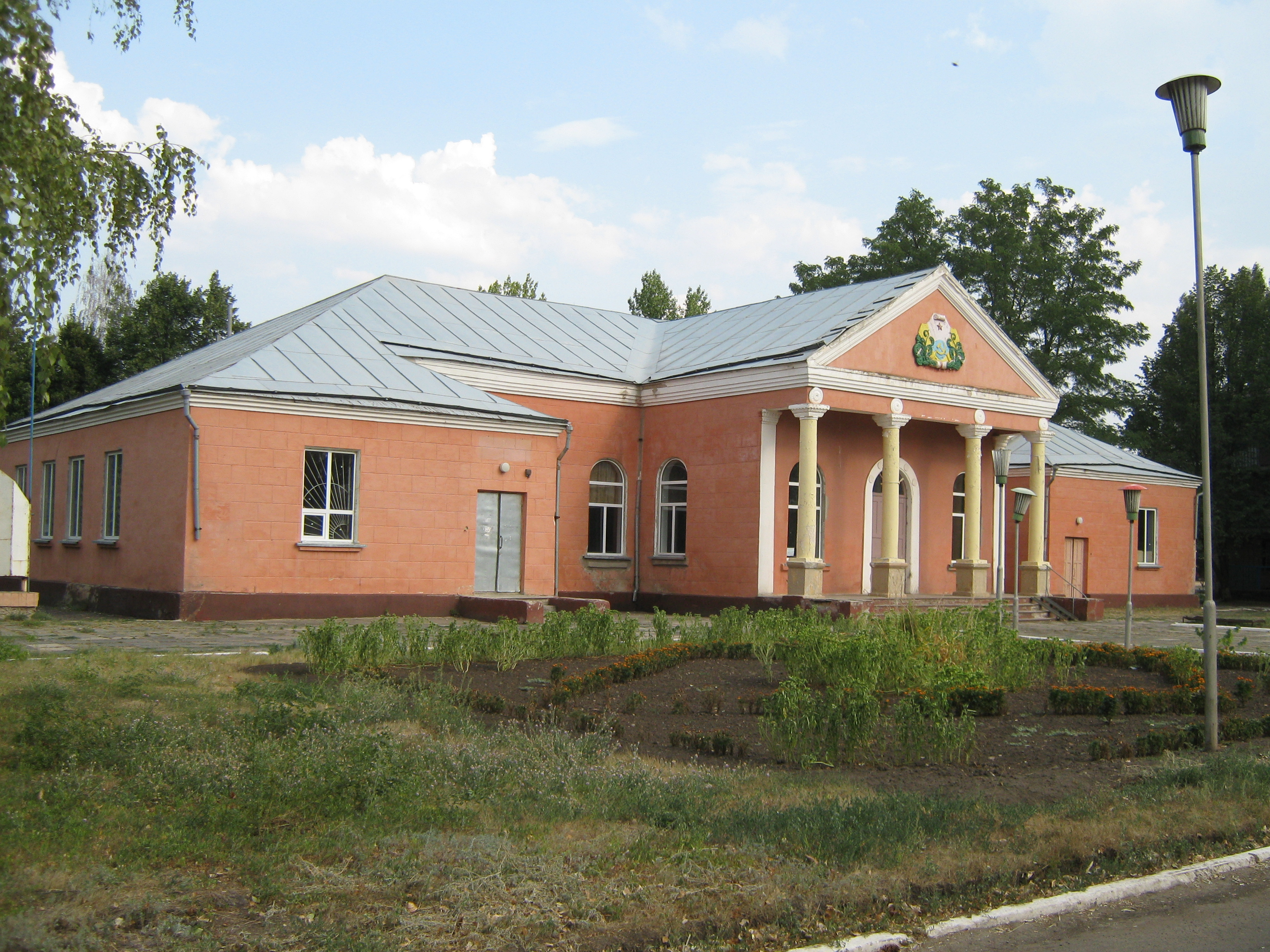
Gebäude im Ort

Das 1657 in der Sloboda-Ukraine gegründete Dorf liegt am Ufer der Kamjanka (ukrainisch Кам'янка), einem 41 km langen, linken Nebenfluss des Ajdar, 30 km nordöstlich vom ehemaligen Rajonzentrum Nowopskow und 160 km nördlich vom Oblastzentrum Luhansk.
Am 12. Juni 2020 wurde das Dorf ein Teil der neugegründeten Siedlungsgemeinde Nowopskow, bis dahin bildete es zusammen mit dem Dorf Stepne (Степне) die gleichnamige Landratsgemeinde Kamjanka (Кам'янська сільська рада/Kamjanska silska rada) im Nordosten des Rajons Nowopskow.
Seit dem 17. Juli 2020 ist sie ein Teil des Rajons Starobilsk.